# Druk (Mythologie)

Die Flagge von Bhutan mit dem 'Druk'.

Druk (tibetisch འབྲུག, bhutanisch འབྲུག་ auch: „duk“ oder „dug“) ist der „Donner-Drache“ der tibetischen Mythologie und bhutanischen Kultur sowie eines der Nationalsymbole von Bhutan. Der „Druk“ erscheint auf der Flagge Bhutans, wo er Juwelen des Wohlstands in den Klauen hält. In der Sprache Dzongkha wird Bhutan als Druk Yul („Land des Drachen“) und der Bhutanische König als Druk Gyalpo („Donner Drachen-König“) bezeichnet. Auch die Nationalhymne von Bhutan, Druk tsenden, lässt sich als „Königreich des Druk“ übersetzen. Während der ersten Parlamentswahl in Bhutan 2008 wurden alle vier Parteien als Druk [colour] Party bezeichnet.
Der Druk wurde das Emblem der Drugpa-Kagyü-Schule, die sich von Tibet nach Bhutan ausbreitete. Nach der Tradition gab es einen heftigen Sturm, als der Gründer der Sekte, Tsangpa Gyare, der erste Gyalwang Drukpa, anfing das Ralung-Kloster zu bauen. Der Donner, genannt die „Wolkenstimme“, wird als Brüllen des Drachen angesehen. Der Gyalwang Drukpa entschied, dass dies ein Omen sei, und benannte das Kloster „Drug-Ralung“. Die Schüler des Klosters wurden bekannt als Drugpa: „Die des Donners“. Ab den 1900er Jahren trug der Groß-Lama von Bhutan einen Hut mit Abbildungen des Donnerdrachens, um die Ursprünge der Sekte darzustellen. Mit der Ausbreitung der Sekte, die zunehmend Klöster in Bhutan errichtete, wurde auch das Territorium als „Druk Yul“, „Land des Donners“, bekannt.

## Emblematik
Der Bodische Drache wird oft mit den indischen Nāga identifiziert, aber es gibt zahlreiche Anklänge an weitere mythologische Kreaturen des sinotibetischen Kulturkreises und auch an den Chinesischen Drachen.